# クラーク・オダーアー
クラーク・オダーアー（1999年6月25日 - ）はケニアのサッカー選手。ポジションはFW。ブラッドフォード・シティAFC所属。

## 経歴
2017年1月16日、リーズ・ユナイテッドFCのトップチームと契約を交わした。2019年1月6日のクイーンズ・パーク・レンジャーズFC戦で初出場した。2019年7月13日、マルセロ・ビエルサの率いるファーストチームのメンバーに招集された。
2019年8月、バーンズリーFCと4年契約を結んだ。同年12月7日にデビューした。2022年9月1日、ブラッドフォード・シティAFCにレンタル移籍した。
2023年、ブラッドフォード・シティAFCに3年契約で移籍した。

### 代表歴
2020年12月9日、ザンビア代表との親善試合でA代表デビューした。

## プレースタイル
ウインガーとしてのプレーが主であるが、左サイドバックや左サイドの他の位置でもプレーできる。